# Кьолнска вода
Кьолнска вода (на немски: Kölnisch Wasser [kœlnɪʃ vasɐ], на френски: Eau de Cologne [o d(ə) kɔlɔɲ]) е название на парфюмериен продукт, създаден от Джовани Мария Фарина в началото на XVIII век и наречен от него в чест на града Кьолн. Парфюмът бързо става много популярен и вече над 300 години присъства на пазара на луксозните артикули. Неговият комерсиален успех води до поява на многобройни имитации. Най-голяма известност добива имитацията на Вилхелм Мюлхенс, която се произвежда и днес и се нарича 4711 Echt Kölnisch Wasser. Автентичният продукт на Фарина се продава под название Farina 1709 Original Eau de Cologne. С години френският превод на „Кьолнска вода“ – Eau de Cologne (одеколон), се превръща в термин за означаване на широк клас парфюми с относително ниска концентрация на етерични масла.

## История
„Кьолнска вода“ е название, въведено и за пръв път използвано от Джовани Мария Фарина за създадения от него парфюмериен продукт. Италианец по произход, той е известен също с германизираното си име Йохан Мария Фарина. Първоначално ароматната течност се разпространява във френските аристократични като Aqua mirabilis или Eau admirable. Наричат я „Чудотворна вода“, тъй като по това време е общоприето на парфюмите да се приписват лечебни свойства. Названието „Кьолнска вода“ Фарина избира в знак на почит към града, станал негов втори дом. За пръв път то е споменато в неговото писмо от 1742 г.

### Чудотворна вода от Кьолн
Историята на фамилията Фарина в Германия започва в началото на XVIII век, когато в страната идва Джовани Батиста Фарина. Той се преселва в Кьолн от своя роден град Санта Мария Маджоре с предприемаческа цел. На 13 юли 1709 г. Джовани Батиста регистрира на свое име компания, която първоначално се занимава с търговия на различни, предимно луксозни стоки. Промяната настъпва, когато през 1714 г. към него се присъединява по-малкият му брат, парфюмеристът Джовани Мария Фарина. Активът, с който той навлиза в работата на компанията, е неговата рецепта на един нов аромат. Не е известно, кога точно го е разработил, но споменава за него още в писмото си от 1708 г. Парфюмът започва да се произвежда, като за датата на неговото създаване се приема тази на регистрацията на семейната компания в Кьолн.
Ароматът на Фарина е новаторски за своето време. За разлика от доминиращите тогава тежки парфюми, базирани на мускусни есенции, неговата композиция съдържа плодови и растителни етерични масла. Своето творение Фарина описва като ухание, което му напомня „на италианска пролетна сутрин, на планински нарциси, на портокалови цветове веднага след дъжда“.
Рецептата на „Кьолнска вода“ остава тайна до днес. Смята се, че тя съдържа между 20 до 30 вида различни есенции. Фарина разкрива само някои от тях: „Портокал, грейпфрут, лимон, бергамот, цитрон, лайм и цветята и билките на моята родина“.

### Комерсиален успех
Новият аромат скоро привлича вниманието на публиката. Високата му цена ограничава неговото използване предимно в аристократичните среди. Сред почитателите са августейши особи – пруският крал Фридрих II, руската императрица Екатерина II, руските императори Александър I и Николай I, Наполеон, английската кралица Виктория.
Първите години пратките в Европа са малки – през ноември 1721 г. в Париж са доставени само 24 флакона. Продажбите обаче бързо нарастват и между 1730 и 1739 г. стигат до няколко хиляди флакона. През 1747 г. Фарина отбелязва, че неговият одеколон е станал известен в цяла Европа. По време на Седемгодишната война Фарина снабдява офицерите на френските армии, чието облекло включва пудра, перуки и парфюм. Между 1750-те и 1760-те години продажбите на Фарина са почти изцяло само във Франция. Доставките в други европейски държаяи – Испания, Португалия, Англия, Нидерландия, Германия, Италия – се споменават от Фарина в писмото му от 1773 г. .

### Имитации и търговски спорове
Успехът на „Кьолнска вода“ носи известност на фамилията Фарина и създава на Кьолн славата на парфюмериен център. Към началото на XIX век в града се появяват многобройни парфюмерийни производители. Конкурентите на Фарина включват неговото име в названията на своите фирми и привличат по този начин потребителите на оригиналния аромат към своите парфюми. За да се разграничи от тях компанията на Фарина променя името си на Johann Maria Farina gegenüber dem Jülichs-Platz. Буквално преведено то означава „Йохан Мария Фарина срещу площад Юлихс“ и се отнася до местоположението на фирмения магазин в Кьолн. Това название често се е използвало в съкратен вариант – Farina Gegenüber

#### Вилхелм Мюлхенс
По отношение на имитация и конкуренция, свързани с „Кьолнска вода“, най-значим е случаят с Вилхелм Мюлхенс и неговите наследници.
Вилхелм Мюлхенс произвежда и продава своя парфюм в Кьолн от 1799 г. През 1803 г., за да се възползва от популярността и репутацията на продукта на Фарина, той купува право върху име „Фарина“ от Карло Франческо Фарина, човек, който няма връзка със семейството на Йохан Мария Фарина. Мюлхенс нарича своята компания Franz Maria Farina, Glockengasse 4711, Cologne („Франц Мария Фарина, Глокенгасе 4711, Кьолн“). Освен това той препродава името „Фарина“ и лиценза на своя продукт на десетки други производители на парфюми. Farina gegenüber реагира на това и започва борба за името. Съдебните процеси продължават десетки години. Мюлхенс и неговите наследници се опитват да ги спечелят, като включват в своята компания италиански съдружници или служители, носещи името „Фарина“. Въпреки това, през 1881 г. съдът взема решение, с което на на семейството Мюлхенс се забранява да използва името „Фарина“ в названието на своята компания и на нейните продукти.

## Парфюми от Кьолн
Днес на пазара се предлагат два вида парфюм, свързани с историята на „Кьолнска вода“. И двата се смятат за едни от най-старите марки в света. Оригиналът на Фарина, както преди три столетия, продължава да бъде луксозен артикул. Парфюмът на Мюлхенс се отнася към по-ниския ценови диапазон.

### Къщата на Фарина
Най-старата парфюмерийна фабрика в света продължава да бъде собственост на семейството Фарина. Автентичната „Кьолнска вода“ се произвежда по предаваната от поколение на поколение стара рецепта. Флаконите с Farina 1709 Original Eau de Cologne са украсени с червено лале, препратка към оригиналния червен печат на компанията. В началото на XVIII век лалето е било рядко и скъпо цвете и неговият избор за емблема подчертавал ценността на парфюма.
Старият имот на семейството Фарина в Кьолн е запазен и е известен като „Къщата на Фарина“ (Farina-Haus). Триетажната историческа сграда се намира в центъра на града, като по-голямата ѝ част представлява музей, Duftmuseum – Музей на ароматите. Посетителите му могат да се запознаят с производствените помещения от XVIII век, да разгледат старите кедрови бъчви за съхранение на есенции и реплики на дестилационните апарати. На приземния етаж на сградата се намира магазин за продуктите на компанията.

### Търговска марка 4711
Парфюмът на Мюлхенс се продава под името 4711 Echt Kölnisch Wasser (4711 Истинска Кьолнска вода) и вече над 200 години се произвежда по непроменената тайна формула. Числото 4711 в названието на парфюма се отнася до номера на бившата сграда на фабриката в Кьолн. Днес търговската марка „4711“ не се ограничава само до оригиналния одеколон, а се използва за по-голяма продуктова серия. Марката има своя представителна сграда в центъра на Кьолн, известна като „Къща на ароматите 4711“ (Dufthaus 4711). Тя се намира близо до мястото на бившата фабрика на Мюлхенс. В нея се разполагат магазин и музей, провеждат се интерактивни семинари.
През 1990 г. старото название на компанията – Eau de Cologne & Parfümerie Fabrik Glockengasse No. 4711 gegenüber der Pferdepost von Ferd. Mülhens in Köln am Rhein – се променя на Mülhens GmbH & Co. KG. През 1994 г. семейство Мюлхенс продава компанията на Wella AG. През 2003 г. Wella AG е придобита от американския гигант Procter & Gamble. От 2006 г. марката „4711“ се притежава от Mäurer & Wirtz.